# New Waterford (Ohio)
New Waterford – wieś w Stanach Zjednoczonych, w stanie Ohio, w hrabstwie Columbiana.